# Unst

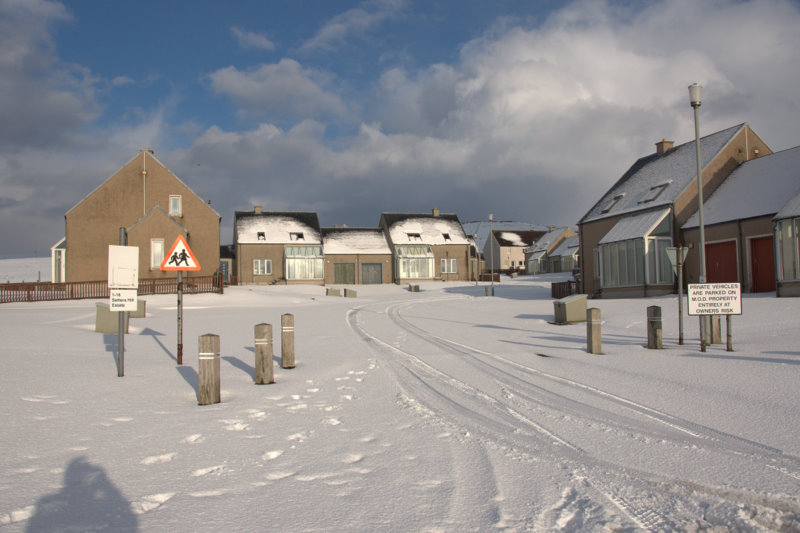
Unst (Isole Shetland, Scozia): il villaggio di Baltasound, d'inverno

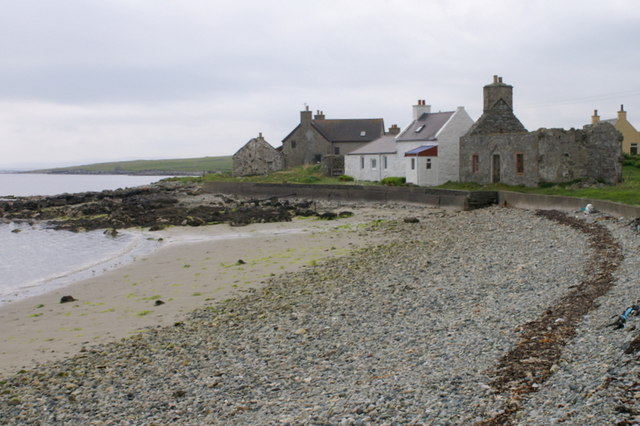
Unst: il villaggio di Uyeasound

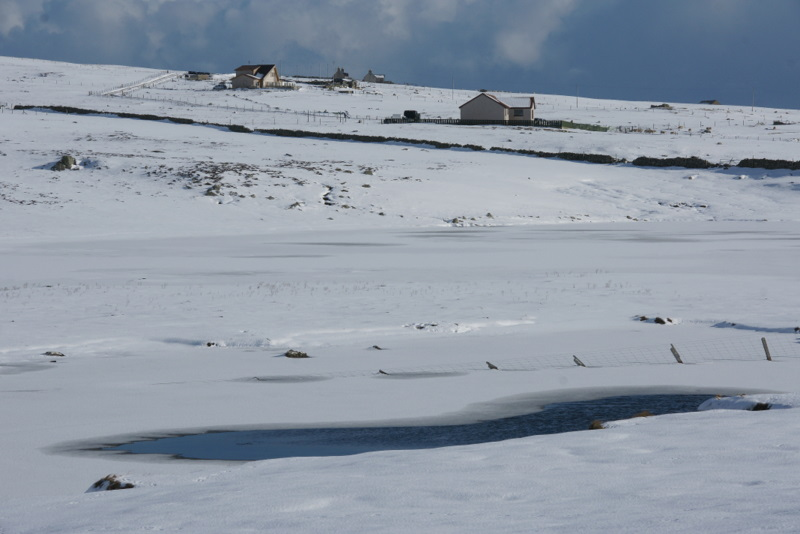
Unst: il Dam Loch gelato, presso il villaggio di Uyeasound

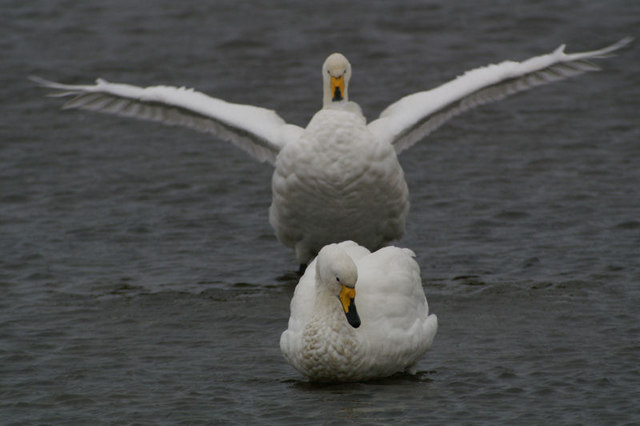
La fauna dell'isola

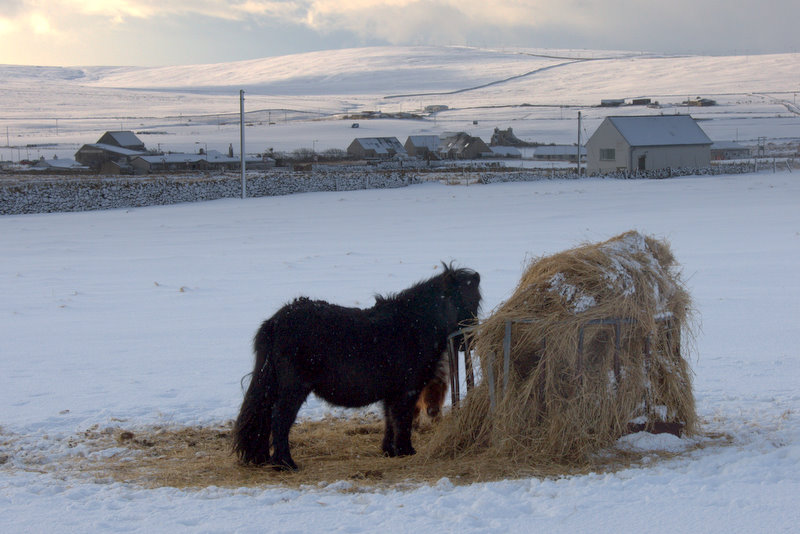
Unst: Un pony delle Shetland a Baltasound

Unst (120,68 km²; 700 ab. circa) è un'isola della Scozia nord-orientale, facente parte dell'arcipelago delle Isole Shetland e situata tra l'Oceano Atlantico e il Mare del Nord. Facente parte del gruppo delle Shetland noto come North Isles ("Isole Settentrionali"), è la più settentrionale delle isole dell'arcipelago e, al tempo stesso, la più settentrionale delle isole abitate della Gran Bretagna. Per estensione, è invece la terza isola dell'arcipelago.
Centro principale dell'isola è Baltasound. Altre località sono Haroldswick, Sandwick ed Uyeasound.
Per la sua collocazione a nord, l'isola è sempre stata un punto strategico dal punto di vista militare: fino al 2005 vi trovava posto anche una base della RAF, la RAF Saxa Vord.

## Etimologia
L'etimologia del toponimo Unst è incerta. Un'ipotesi la ricollegherebbe al termine con cui l'isola era chiamata in norreno, ovvero Ornyst, che significa "nido dell'aquila".

## Geografia

### Collocazione
Unst si trova a nord dell'isola di Fetlar e a nord/nord-est dell'isola di Yell.
A nord dell'isola si trova l'isolotto di Muckle Flugga, che rappresenta il punto più settentrionale della Gran Bretagna.

### Dimensioni
L'isola si estende per 120,68 km², per 12 miglia in lunghezza e per 5 in larghezza ed ha una forma rettangolare.

### Territorio
Sull'isola si trovano scogliere che si estendono per 12 miglia.

Altra particolarità del territorio è la presenza di un deserto sub-artico.
Il punto in cui l'isola raggiunge l'altezza massima è la vetta del Saxa Vord, montagna che raggiunge i 285 m.

### Montagne
- Saxa Vord

### Promontori
- Mu Ness

### Villaggi
Sull'isola sorgono i seguenti villaggi:
- Baltasound
- Haroldswick
- Sandwick
- Uyeasound

## Demografia
Al censimento del 2001, l'isola contava una popolazione di 720 abitanti. Vi è tuttavia stato un decremento demografico a partire dal 2005, quando è stata chiusa la base della RAF a Saxa Vord, poi riattivata nel 2018
Il picco massimo è stato toccato nel 1871 con 2.269 abitanti.

## Monumenti e luoghi d'interesse

### Architetture civili

#### Muness Castle
L'edificio più noto di Unst è il Muness Castle, una fortezza situata nel promontorio di Mu Ness e costruita nel 1598 da Laurence Bruce of Cultmalindie.
|  |

#### Unst Heritage Centre
L'Unst Heritage Centre è un centro che informa i turisti sulla storia dell'isola.

#### Unst Boat Haven
Un'altra attrattiva di Unst è l'Unst Boat Haven, situato nel villaggio di Haroldswick: si tratta dell'unico museo dell'arcipelago dedicato alle barche in legno usate dai pescatori delle Shetland fino all'inizio del XX secolo.

#### Unst Bus Shelter
|  |

## Fauna
Sull'isola è presente una considerevole colonia di pulcinella di mare (Fratercula arctica) che in gran parte si raccolgono nella riserva naturale di Hermaness, dove d'estate la presenza di uccelli marini ammonta a circa 100.000 unità.

## Trasporti
L'isola è raggiungibile tramite un traghetto che parte da Gutcher, sull'isola di Yell.
Sull'isola è presente anche un aeroporto, situato nella località di Ordale, nei pressi di Baltasound.